# 大中央快速路
大中央快速路（Grand Central Parkway，简称GCP）是一条14.61英里（23.51公里）长的景观大道，从美國纽约的三区大桥一直延伸到长岛的拿骚县。在皇后区与拿骚县交界处，它与北方州立快速路相接，从长岛北部穿过拿骚县进入萨福克县，最终到达哈帕克。其最西段（从三区大桥到第4出口）与一小段278号州际公路（I-278）共线。该路穿过皇后区，并经过跨岛快速路、长岛高速公路、拉瓜迪亚机场和纽约大都会的主场花旗球场。该路被指定为纽约州道907M（NY 907M），也是未标识的参考路线。尽管其名字与大中央总站一致，但它们之间并无关系。
大中央快速路有一些独特之处。它使用为开拓者设计的椭圆形白底黑字标识，该标识在纽约州仅有两条景观大道在使用，另一条是亨利·哈德逊快速路，也在纽约市。而布朗克斯、曼哈顿和斯塔滕岛的其它景观大道使用的是“州立标准”设计，“带系统”景观大道使用的则是长岛区域快速路的盾牌加蒙托克角灯塔标志的修改版。此外，它是州内少数几个允许货车在任何范围通行的景观大道之一。该部分与I-278共线，允许所有14英尺（4.3）以下的货车通行。

## 路线

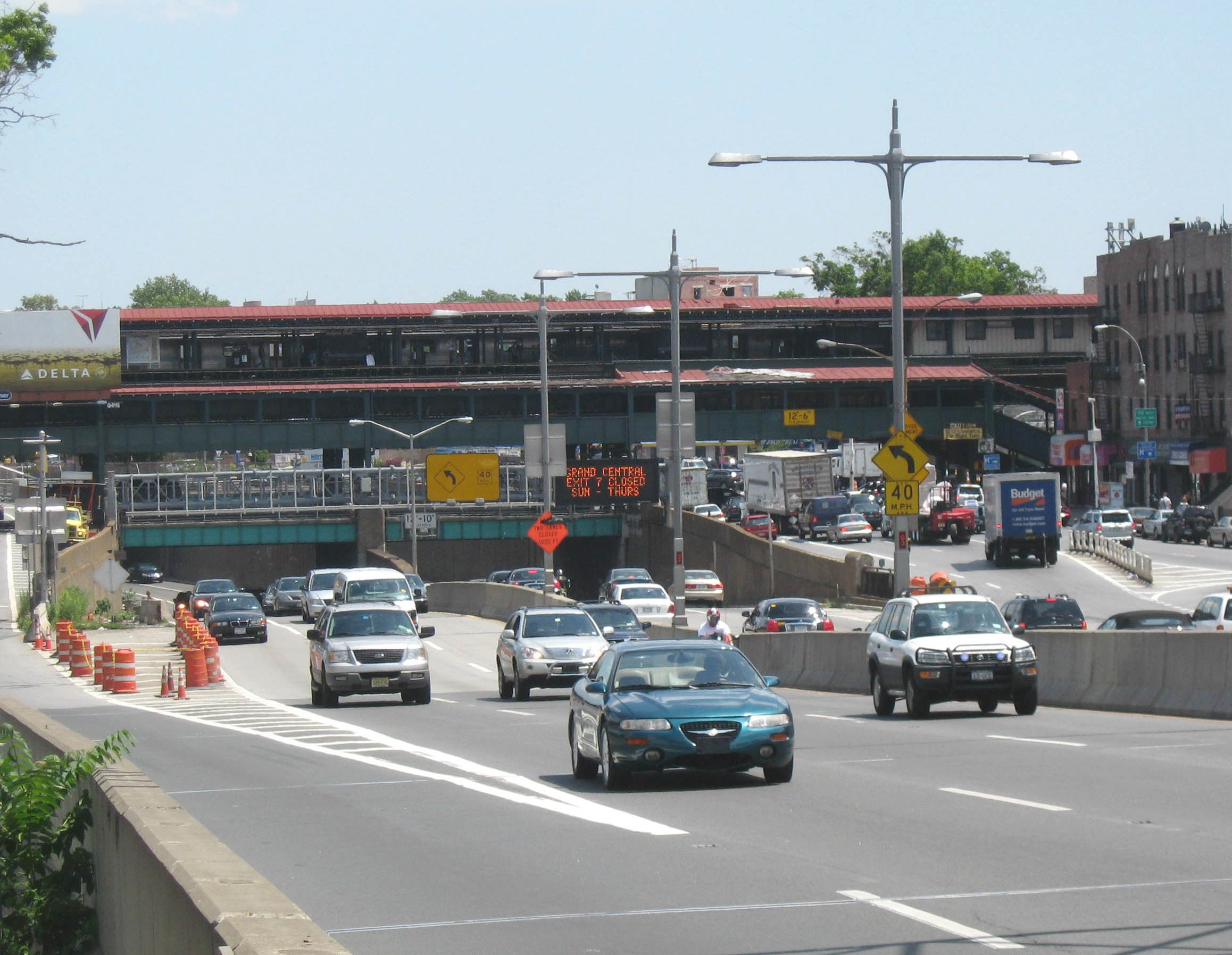
大中央快速路的西端目前与I-278共线，远处是BMT阿斯托利亚线

大中央快速路起于皇后区阿斯托里亚的I-278（布鲁克林-皇后区高速公路）东向的44出口。这以前是大中央快速路的3号出口，但在2000年代初，为配合I-278的编号方案，出口的编号发生了改变。因此，1号出口（肯尼迪大桥，即三区大桥）和2号出口（兰德尔岛，Randalls Island）也被取消，并分别变成46和46A出口。但是，I-278只有西向才有46A出口（东向往曼哈顿方向和兰德尔岛方向的出口合并为46出口）。同样值得注意的是，从地理上来说，I-278是南北向穿过三区大桥，但其大方向则是往布朗克斯方向为向东，往皇后区方向为向西，因为I-278的大方向是“向西”去往布鲁克林、斯塔腾岛和新泽西。因此，在阿斯托里亚重叠的那一小段上，去往曼哈顿的方向是I-278的东向，却是GCP的西向（去往皇后区的方向则相反）。三区大桥连接兰德尔岛和曼哈顿岛的分岔是纽约州参考路线900G。
该路向东经过圣迈克尔斯公墓（St. Michaels Cemetery），设5号出口。该出口服务于东艾姆赫斯特的82街（82nd Street）和阿斯托里亚大道，还连接了海上航站楼和拉瓜迪亚机场的A航站楼。在穿过82街和迪特马斯大道（Ditmars Boulevard）之后，该路进入机场区域，经过4-22跑道的南边。在拉瓜迪亚机场航站楼重建期间，花在6号出口和7号出口附近的建筑量很大。按照目前的配置，在向东方向，6号出口与94街（94th Street）交汇，而7号出口则是向北通往机场B、C和D航站楼的坡道。而在向西方向，7号出口是通往C和D航站楼的匝道，而6号出口则服务于B航站楼（也通往94街）。在7号出口之后，大中央快速路转向东南并远离拉瓜迪亚机场，与长岛海湾平行。此处的8号出口仅在东向才有，通往111街（111th Street）。
在皇后区可乐娜区域，大中央快速路在花旗球场西侧设9号出口，通往NY 25A（北方大道）。然后，大中央快速路向南延伸，下穿长岛铁路的华盛顿港支线，然后进入法拉盛草原可乐娜公园。在穿过公园时，该路从亚瑟·阿什球场、皇后动物园和法拉盛大地球仪西侧经过，并在与长岛高速公路（I-495）互通的苜蓿叶型立交桥设置10号出口。然后从森林小丘与法拉盛草原可乐娜公园的草原湖（Meadow Lake）之间穿过，并设11出口，通往森林小丘的69路（69th Road）和宝石道（Jewel Avenue）。交汇后，该路从森林小丘和柳湖（Willow Lake）之间穿过，设12出口，通过78道（78th Avenue）连接NY 25（皇后大道）。
大中央快速路绕过牙买加车辆段转向东，进入邱园立交桥（13、14和15出口），在邱园连接I-678（范·威克高速公路）、联盟收费公路和杰基·罗宾逊快速路。在邱园立交桥之后，大中央快速路继续向东进入皇后区的布里亚伍德，在那里16出口通过辅路与帕森斯大道（Parsons Boulevard）相连。在穿过发达的布里亚伍德社区之后，该路进入牙买加小丘，并从164街（164th Street）附近的皇后医院中心南边经过。西向有17出口连接到168街（168th Street），而东向则有18出口连接到乌托邦大道。

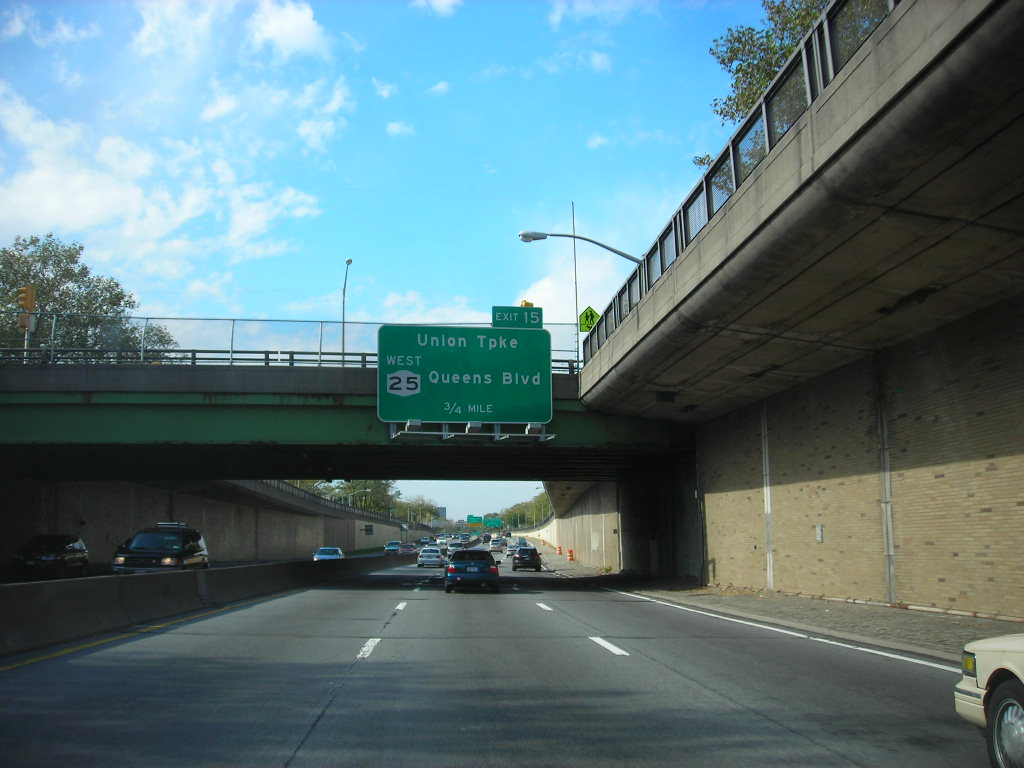
穿过牙买加的下沉路段

在跨过乌托邦大道处，大中央快速路经过了圣若望大学南边，然后设19出口，服务于牙买加地产的188街（188th Street）。在19出口之后，该路蜿蜒向东进入坎宁安公园，在此处设20出口服务于弗朗西斯·刘易斯大道，以及21出口连接明景高速公路（I-295）的南端。该路离开坎宁安公园后转向东北，进入皇后区的贝勒罗斯社区，并设22出口，通过斯特朗赫斯特道（Stronghurst Avenue）再次与联盟收费公路相连。然后线路进入小径塘公园，并在此与跨岛快速路和温彻斯特大道（Winchester Boulevard）立交。立交后，大中央快速路从克里德莫尔精神病学中心西侧经过，设置24出口通往小颈大道，然后继续向东北蜿蜒，由小颈进入拿骚县。进入拿骚县后，快速路的名字变成了北方州立快速路，并一直向东延伸到哈帕克。

## 历史
大中央快速路于1922年首次提出，是沿着皇后区中东部高地的一条景观大道。到1931年开始建造时，它已被重新构想为向西北延伸至三区大桥，然后在规划阶段，又决定向东延伸并连接同样处于规划阶段的北方州立快速路，从而在众多道路间提供了一条从三区大桥到琼斯海滩的快捷路线。为迎接在法拉盛草原可乐娜公园举办的1964年世界博览会，该路于1961年被拓宽。
以前，大中央快速路从布鲁克林-皇后区高速公路到三区大桥之间的辅路是卡车路线，因为快速路禁止驶入大型卡车。符合严格规定的小型卡车除外，但仅限在大中央快速路与I-278重叠的部分。2017年12月，纽约州完成了一项250万美元的改造，减少了该路与I-278共线的路段。I-278的这部分现在有14-英尺（4.3-）的净空高度，该高度能通过大多数卡车。

## 出入口列表
整条路线均位于纽约市皇后区境内。
| 地区                                                                                         | 里程          | 类型       | 名称       | 连接                                                                                        | 说明                                                           |
| -------------------------------------------------------------------------------------------- | ------------- | ---------- | ---------- | ------------------------------------------------------------------------------------------- | -------------------------------------------------------------- |
| 阿斯托里亚                                                                                   | 0.00km        | 主线出入口 | 三区大桥   | 278號州際公路 东—曼哈顿、布朗克斯                                                           | 与I-278共线段的西端                                            |
| 阿斯托里亚                                                                                   |               | (45)       |            | 31街（31st Street）/阿斯托里亚大道                                                          | 使用I-278的出口编号；东向无出口编号；以前叫3号出口             |
| 阿斯托里亚-东艾姆赫斯特间                                                                    | 1.29km        | (4)        |            | 278號州際公路 西 (布鲁克林-皇后区高速公路)—布鲁克林、斯塔滕岛                               | 与I-278共线段的东端；I-278的42出口；东向无出口编号             |
| 东艾姆赫斯特                                                                                 | 2.16km        | (5)        |            | 阿斯托里亚大道/82街–A航站楼                                                                 | 也通往施坦威街（Steinway Street）                              |
| 东艾姆赫斯特                                                                                 | 3.64km        | (6)        |            | 94街–B航站楼停车场                                                                          | 东向由7号出口去往B航站楼；西向出口于2017年8月20日开放          |
| 东艾姆赫斯特                                                                                 | 4.04km        | (7)        |            | 拉瓜迪亚机场–C、D航站楼                                                                     | 西向由6号出口去往B航站楼                                       |
| 东艾姆赫斯特                                                                                 | 5.71km        | (8)        |            | 111街                                                                                       | 仅东向                                                         |
| 可乐娜                                                                                       | 6.10km        | (9W)       |            | 25A號紐約州州道 西 (北方大道)                                                               | 西向出口和东向入口                                             |
| 可乐娜                                                                                       |               | (9E)       |            | 678號州際公路 (白石高速公路)/25A號紐約州州道 东 (北方大道)                                  | I-678的13B–C出口                                               |
| 法拉盛草原可乐娜公园                                                                         | 7.07km        | (9P)       |            | 法拉盛草原可乐娜公园、比莉·珍·金网球中心                                                    | 东向由9E出口                                                   |
| 法拉盛草原可乐娜公园                                                                         | 8.21km        | (10)       |            | 495號州際公路 (长岛高速公路)—曼哈顿、东长岛                                                 | 西出口为10W，东出口为10E；I-495东有22A-B出口，I-495西有22A出口 |
| 法拉盛草原可乐娜公园                                                                         | 9.56km        | (11)       |            | 69路/宝石道                                                                                 | 西出口为11W，东出口为11E（西向）                               |
| 法拉盛草原可乐娜公园                                                                         | 10.46km       | (12)       |            | 25號紐約州州道 (皇后大道)                                                                   | 仅有东向出口                                                   |
| 邱园小丘                                                                                     | 11.57km       | (13W)      | 邱园立交桥 | Jackie Robinson Parkway 西—布鲁克林                                                         | 杰基·罗宾逊快速路的东端；西向出口                              |
| 邱园小丘                                                                                     |               | (13S)      | 邱园立交桥 | 678號州際公路 南 (范·威克高速公路)—JFK机场                                                  | 东向出口和西向入口；I-678的10号出口                            |
| 邱园小丘                                                                                     | 12.22km       | (14)       | 邱园立交桥 | 联盟收费公路/缅街                                                                           | 东向出口和西向入口                                             |
| 邱园小丘                                                                                     |               | (15)       | 邱园立交桥 | 25號紐約州州道 西 (皇后大道)                                                                | 西向出口和东向入口                                             |
| 布里亚伍德                                                                                   | 13.05km       | (16)       |            | 帕森斯大道/164街                                                                            | 仅东向出口                                                     |
| 牙买加小丘-希尔克雷斯特间                                                                    | 13.90km       | (17)       |            | 帕森斯大道/168街去往678号州际公路南（范·威克高速公路）                                      | 仅西向出口                                                     |
| 牙买加小丘-希尔克雷斯特间                                                                    | 14.69km       | (18)       |            | 乌托邦大道                                                                                  | 西向出口是17出口的一部分                                       |
| 牙买加地产-霍利斯伍德间                                                                      | 15.82km       | (19)       |            | 188街                                                                                       |                                                                |
| 坎宁安公园                                                                                   | 17.01-17.48km | (20)       |            | 弗朗西斯·刘易斯大道                                                                         | 分为20A（北）和20B（南）出口                                   |
| 坎宁安公园                                                                                   | 17.86km       | (21)       |            | 295號州際公路 (明景高速公路)—布朗克斯/25號紐約州州道 (山边道至495號州際公路)／495號州際公路 | 纽约市仅有的堆叠立交，I-295的1号出口                           |
| 贝勒罗斯                                                                                     | 19.20km       | (22)       |            | 联盟收费公路                                                                                | 西向出口是23出口的一部分                                       |
| 幽谷橡树                                                                                     | 20.21km       | (23)       |            | Cross Island Parkway至495號州際公路                                                         | 跨岛快速路的29出口                                             |
| 幽谷橡树-小颈间                                                                              | 22.00km       | (24)       |            | 小颈大道                                                                                    |                                                                |
| 幽谷橡树-小颈间                                                                              | 23.51km       | 主线出入口 |            | Northern State Parkway 东—东长岛                                                            | 接入拿骚县                                                     |
| 1.000 英里 = 1.609 千米；1.000 千米 = 0.621 英里 并行路段 • 已关闭／取消 • 限制进入 • 未开放 |               |            |            |                                                                                             |                                                                |